# Xã Mosquito, Quận Christian, Illinois
Xã Mosquito (tiếng Anh: Mosquito Township) là một xã thuộc quận Christian, tiểu bang Illinois, Hoa Kỳ. Năm 2010, dân số của xã này là 390 người.